# RMS Queen Elizabeth
Queen Elizabeth byla loď společnosti Cunard Line. Byla spuštěna na vodu v roce 1936. V době druhé světové války byla využívána pro přepravu vojska. V říjnu 1946 prošla přestavbou. V roce 1972, když se nacházela v Hongkongu, vypukl na ní z neznámých důvodů požár. V důsledku poškození se loď převrátila a potopila.
Je po ní pojmenována loď RMS Queen Elizabeth 2.

## Technické informace

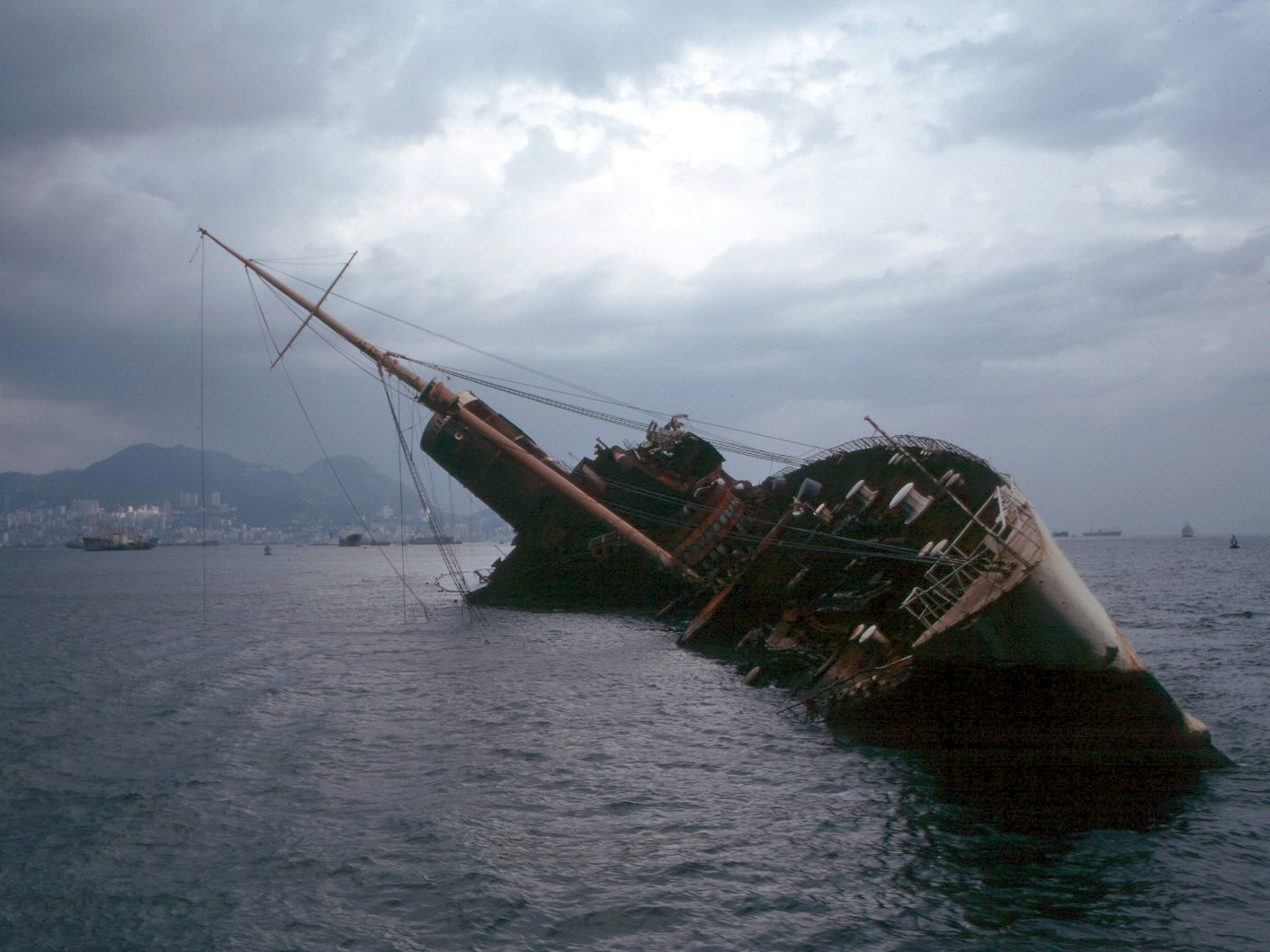
Vrak lodi

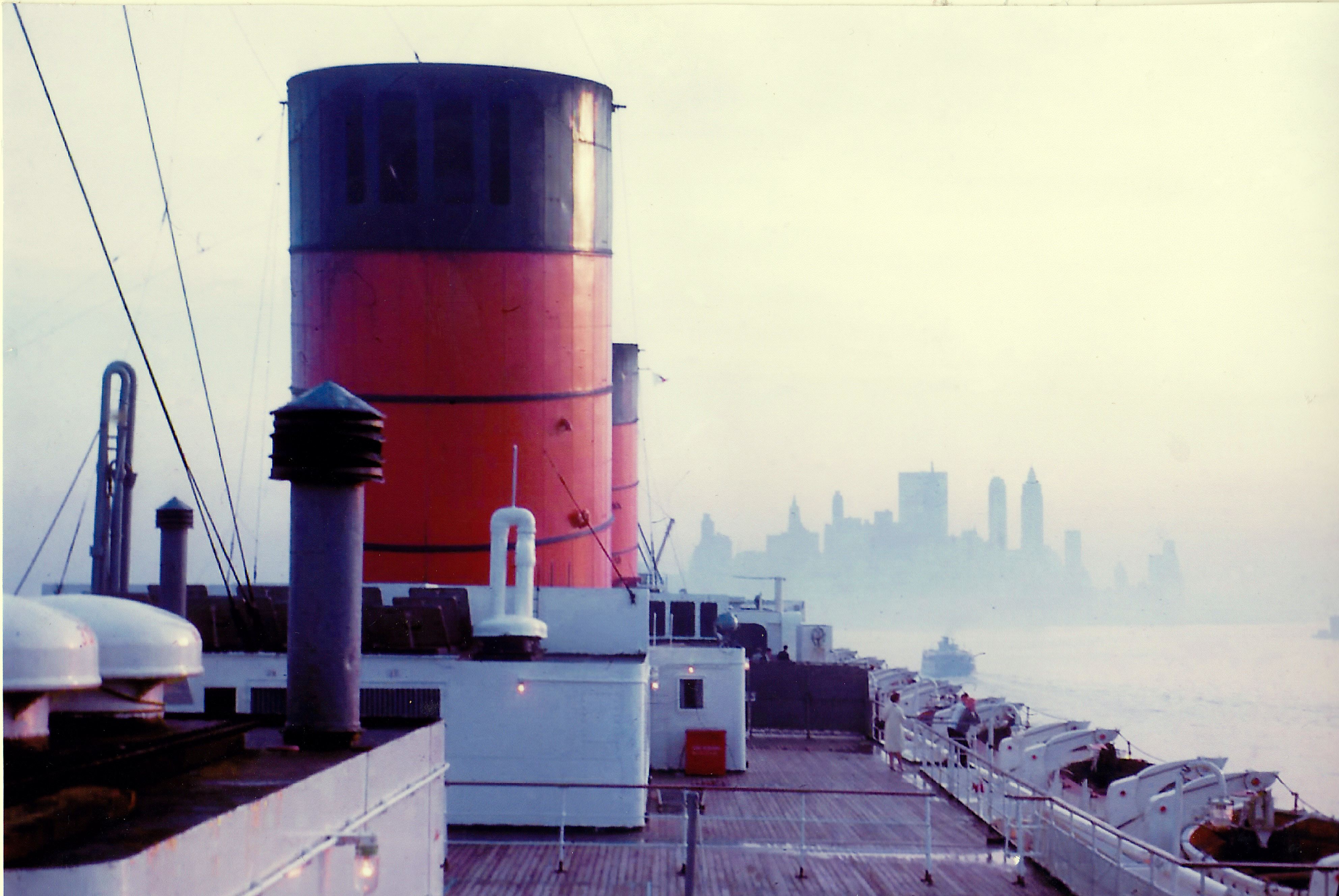
Paluba

- délka: 314,9 m

- šířka: 36 m
- ponor: 12 m
- kapacita: 83 637 BRT
- 12 palub
- 2283 pasažérů
- posádka: 1135
- 4 šrouby

## Zajímavosti
- V roce 1959 se loď objevila v britské satirické komedii Myš, která řvala, kde hrál Peter Sellers a Jean Seberg.
- Odkaz na loď byl v bondovce Muž se zlatou zbraní.